# 페르마 두 제곱수 정리
수론에서 페르마 두 제곱수 정리(-數定理, 영어: Fermat's theorem on sums of two squares)는 홀수 소수가 두 개의 제곱수의 합일 필요 충분 조건이 4에 대한 나머지가 1이라는 것이라는 정리이다.

## 정의
홀수 소수 {\displaystyle p}가 주어졌다고 하자. 페르마 두 제곱수 정리에 따르면, 다음 두 조건이 서로 동치이다.
- {\displaystyle p=x^{2}+y^{2}}인 정수 {\displaystyle x,y}가 존재한다.
- {\displaystyle p\equiv 1{\pmod {4}}}

사실, 4에 대한 나머지가 1인 소수는 무한히 많이 존재하며, 이에 대한 두 제곱수로의 표현은 (더하는 순서를 무시하면) 유일하다. 작은 소수의 경우는 다음과 같다.
| p                     | min{x,y}              | max{x,y}              |
| --------------------- | --------------------- | --------------------- |
| 2                     | 1                     | 1                     |
| 5                     | 1                     | 2                     |
| 13                    | 2                     | 3                     |
| 17                    | 1                     | 4                     |
| 29                    | 2                     | 5                     |
| 37                    | 1                     | 6                     |
| 41                    | 4                     | 5                     |
| 53                    | 2                     | 7                     |
| 61                    | 5                     | 6                     |
| 73                    | 3                     | 8                     |
| 89                    | 5                     | 8                     |
| 97                    | 4                     | 9                     |
| …                     | …                     | …                     |
| (OEIS의 수열 A002331) | (OEIS의 수열 A002313) | (OEIS의 수열 A002330) |

## 증명
전자가 후자를 함의하는 것은 자명하다. 이는 제곱수의 4에 대한 나머지는 0이거나 1이므로, 두 제곱수의 합의 4에 대한 나머지는 0, 1, 2이기 때문이다. 반대 방향에 대한 몇 가지 증명은 아래와 같다.

### 오일러의 증명
처음 출판된 증명은 레온하르트 오일러가 제시하였다. 이 증명은 무한 강하법을 사용하며, 이후에 제시된 증명들에 비하면 복잡하다. 이는 대략 다음과 같다.
우선, 다음과 같은 명제를 증명하자.
- 어떤 두 제곱수의 합인 수 {\displaystyle a^{2}+b^{2}}가 두 제곱수의 합인 소인수 {\displaystyle c^{2}+d^{2}}를 갖는다면, 몫 {\displaystyle (a^{2}+b^{2})/(c^{2}+d^{2})}은 두 제곱수의 합이다.

가정에 의하여, 다음이 성립한다.
{\displaystyle c^{2}+d^{2}\mid c^{2}(a^{2}+b^{2})-a^{2}(c^{2}+d^{2})=(bc+ad)(bc-ad)}
즉, {\displaystyle c^{2}+d^{2}\mid bc+ad}이거나, {\displaystyle c^{2}+d^{2}\mid bc-ad}이다. 편의상 전자를 가정하자. 그렇다면, 브라마굽타-피보나치 항등식
{\displaystyle (a^{2}+b^{2})(c^{2}+d^{2})=(bc+ad)^{2}+(bd-ac)^{2}}
에 의하여, {\displaystyle c^{2}+d^{2}\mid bc+ad}이므로, 두 수의 몫은 다음과 같이 두 제곱수의 합이다.
{\displaystyle {\frac {a^{2}+b^{2}}{c^{2}+d^{2}}}=\left({\frac {bc+ad}{c^{2}+d^{2}}}\right)^{2}+\left({\frac {bd-ac}{c^{2}+d^{2}}}\right)^{2}}
이제, 다음과 같은 명제를 증명하자.
- 어떤 두 제곱수의 합인 수 {\displaystyle n}가 두 제곱수의 합이 아닌 약수 {\displaystyle p}를 갖는다면, 몫 {\displaystyle n/p}는 두 제곱수의 합이 아닌 약수를 갖는다.

귀류법을 사용하여, {\displaystyle n/p}의 모든 약수가 두 제곱수의 합이라고 하자. 그렇다면, 특히 {\displaystyle n/p}의 한 소인수 {\displaystyle q}는 두 제곱수의 합이며, 이전의 명제에 따라, {\displaystyle n/q}는 두 제곱수의 합이다. 이를 {\displaystyle n/p}의 (중복도를 감안한) 모든 소인수에 대하여 반복하면, {\displaystyle p}가 두 제곱수의 합이라는 결론을 얻으며, 이는 모순이다.
이제, 다음과 같은 명제를 증명하자.
- 정수 {\displaystyle a,b,p}가 {\displaystyle \gcd\{a,b\}=1}이고, {\displaystyle p\mid a^{2}+b^{2}}이라고 하자. 그렇다면, {\displaystyle \gcd\{c,d\}=1}이고, {\displaystyle p\mid c^{2}+d^{2}}이며, {\displaystyle c^{2}+d^{2}\leq p^{2}/2}인 정수 {\displaystyle c,d}가 존재한다.

다음과 같은 정수 {\displaystyle c,d}을 취하자.
{\displaystyle a\equiv c,\;b\equiv d{\pmod {p}}}
{\displaystyle |c|,|d|\leq {\frac {p}{2}}}
그렇다면, {\displaystyle \gcd\{a,b\}=1}이므로 {\displaystyle c^{2}+d^{2}\neq 0}이고, 또한
{\displaystyle c^{2}+d^{2}\equiv a^{2}+b^{2}\equiv 0{\pmod {p}}}
이다. {\displaystyle g,c',d'}을 다음과 같이 정의하자.
{\displaystyle g=\gcd\{c,d\},\;c'={\frac {c}{g}},\;d'={\frac {d}{g}}}
그렇다면, {\displaystyle \gcd\{c',d'\}=1}이다. 또한, {\displaystyle \gcd\{a,b\}=1}이므로, {\displaystyle \gcd\{g,p\}=1}이며, {\displaystyle g^{2}\mid (c^{2}+d^{2})/p}이다. 따라서, 다음이 성립한다.
{\displaystyle p\mid {\frac {c^{2}+d^{2}}{g^{2}p}}\cdot p={c'}^{2}+{d'}^{2}}
{\displaystyle {c'}^{2}+{d'}^{2}\leq c^{2}+d^{2}\leq 2\cdot \left({\frac {p}{2}}\right)^{2}={\frac {p^{2}}{2}}}
즉, {\displaystyle c',d'}는 명제의 조건을 만족시킨다.
이제, 다음과 같은 명제를 증명하자.
- 정수 {\displaystyle a,b}가 {\displaystyle \gcd\{a,b\}=1}이라면, {\displaystyle a^{2}+b^{2}}의 모든 약수는 두 제곱수의 합이다.

귀류법을 사용하여, {\displaystyle p\mid a^{2}+b^{2}}가 두 제곱수의 합이 아니라고 가정하자. 이전의 명제에 따라, 다음을 만족시키는 정수 {\displaystyle c,d}를 취하자.
{\displaystyle \gcd\{c,d\}=1,\;p\mid c^{2}+d^{2},\;c^{2}+d^{2}\leq {\frac {p^{2}}{2}}}
그렇다면, {\displaystyle (c^{2}+d^{2})/p}는 두 제곱수의 합이 아닌 약수 {\displaystyle q\mid (c^{2}+d^{2})/p}를 갖는다. 또한 {\displaystyle q\leq p/2}이다. 이를 {\displaystyle q}와 {\displaystyle c^{2}+d^{2}}에 대하여 반복할 수 있다. 즉, 다음을 만족시키는 정수 {\displaystyle e,f}를 취하자.
{\displaystyle \gcd\{e,f\}=1,\;q\mid e^{2}+f^{2},\;e^{2}+f^{2}\leq {\frac {q^{2}}{2}}}
그렇다면, {\displaystyle (e^{2}+f^{2})/q}는 두 제곱수의 합이 아닌 약수 {\displaystyle r\mid (e^{2}+f^{2})/q}를 가지며, {\displaystyle r\leq q/2}이다. 이와 같이 반복하면, 양의 정수의 순감소 무한 수열
{\displaystyle p>q>r>\cdots }
를 얻으며, 이는 모순이다.
이제, 두 제곱수 정리를 증명하자. 소수 {\displaystyle p}가 어떤 정수 {\displaystyle n}에 대하여 {\displaystyle p=4n+1}라고 하자. 다음과 같은 정수 {\displaystyle a,b}가 존재한다고 가정하자.
{\displaystyle \gcd\{a,b\}=1}
{\displaystyle p\nmid a,b,a^{2n}-b^{2n}}
그렇다면, 페르마 소정리에 따라,
{\displaystyle p\mid a^{4n}-b^{4n}}
이다. 따라서
{\displaystyle p\mid a^{2n}+b^{2n}}
이며, 이전의 명제에 따라 {\displaystyle p}는 두 제곱수의 합이다. 즉, 두 제곱수 정리를 증명하려면 위와 같은 {\displaystyle a,b}를 찾으면 된다.
이를 위해, 수열
{\displaystyle (1^{2n},2^{2n},\dots ,(2n+1)^{2n})}
의 1계 유한 차분
{\displaystyle (2^{2n}-1^{2n},3^{2n}-2^{2n},\dots ,(2n+1)^{2n}-(2n)^{2n})}
을 생각하자. 귀류법을 사용하여, 1계 유한 차분의 모든 항이 {\displaystyle p}를 약수로 가진다고 가정하자. 그렇다면, 2계 유한 차분의 모든 항 역시 {\displaystyle p}를 약수로 가지며, 마찬가지로 3계, 4계, …, {\displaystyle 2n}계 유한 차분의 모든 항 역시 {\displaystyle p}를 약수로 가진다. 그러나 수열 {\displaystyle 1^{2n},2^{2n},\dots ,(2n+1)^{2n}}의 {\displaystyle 2n}계 유한 차분은 모든 항이 {\displaystyle (2n)!}이며, {\displaystyle p}는 {\displaystyle (2n)!}의 약수가 아니다. 이는 모순이므로, 어떤 {\displaystyle b\in \{1,\dots ,2n\}}에 대하여
{\displaystyle p\nmid (b+1)^{2n}-b^{2n}}
이 성립한다. 즉, {\displaystyle b}와 {\displaystyle a=b+1}은 위와 같은 조건을 만족시킨다.

### 투에 보조정리를 통한 증명
만약 {\displaystyle p\equiv 1{\pmod {4}}}라고 하자.:167-168 그렇다면, −1은 {\displaystyle p}에 대한 제곱 잉여이므로,
{\displaystyle a^{2}\equiv -1{\pmod {p}}}
인 정수 {\displaystyle a}가 존재한다. 또한 {\displaystyle \gcd\{p,a\}=1}이므로, 투에 보조정리에 따라,
{\displaystyle ax\equiv y{\pmod {p}}}
{\displaystyle 0<|x|,|y|<{\sqrt {p}}}
를 만족시키는 정수 {\displaystyle x,y}가 존재한다. 따라서,
{\displaystyle y^{2}\equiv (ax)^{2}\equiv -x^{2}{\pmod {p}}}
이며, {\displaystyle p\mid x^{2}+y^{2}}이다. 또한, {\displaystyle 0<x^{2}+y^{2}<2p}이므로,
{\displaystyle x^{2}+y^{2}=p}
이다.

### “한 문장” 증명
유한 집합:144
{\displaystyle S=\{(x,y,z)\in \mathbb {N} ^{3}\colon p=x^{2}+4yz\}}
위의 대합
{\displaystyle (x,y,z)\mapsto {\begin{cases}(x+2z,z,y-x-z)&x<y-z\\(2y-x,y,x-y+z)&y-z<x<2y\\(x-2y,x-y+z,y)&x>2y\end{cases}}\qquad \forall (x,y,z)\in S}
는 유일한 고정점 {\displaystyle (1,1,(p-1)/4)}를 가지므로, {\displaystyle |S|}는 홀수이다. 따라서 또 하나의 대합
{\displaystyle (x,y,z)\mapsto (x,z,y)\qquad \forall (x,y,z)\in S}
역시 적어도 하나의 고정점 {\displaystyle (x,y,y)}을 가지며, 이는
{\displaystyle x^{2}+(2y)^{2}=p}
를 만족시킨다.

## 일반화

### n=x2+y2{\displaystyle n=x^{2}+y^{2}}
임의의 양의 정수 {\displaystyle n}에 대하여, 다음 두 조건이 서로 동치이다.
- {\displaystyle n=x^{2}+y^{2}}인 정수 {\displaystyle x,y}가 존재한다.
- {\displaystyle n}은 4에 대한 나머지가 3인 홀수 중복도의 소인수를 가지지 않는다.

충분 조건은 어떤 두 제곱수의 합으로 표현되는 수의 곱도 두 제곱수의 합임을 이용하면 자명하다. 필요 조건의 증명에는 제곱 잉여의 이론을 이용하면 쉽게 증명할 수 있다.

### p=x2+2y2{\displaystyle p=x^{2}+2y^{2}}
홀수 소수 {\displaystyle p}에 대하여, 다음 두 조건 역시 서로 동치이다.
- {\displaystyle p=x^{2}+2y^{2}}인 정수 {\displaystyle x,y}가 존재한다.
- {\displaystyle p\equiv 1,3{\pmod {8}}}

#### 증명
우선, {\displaystyle p=x^{2}+2y^{2}}인 정수 {\displaystyle x,y}가 존재한다고 가정하자.:321–322 그렇다면,
{\displaystyle \gcd\{p,x\}=\gcd\{p,y\}=1}
이므로, 어떤 정수 {\displaystyle z}에 대하여
{\displaystyle yz\equiv x{\pmod {p}}}
가 성립한다. 따라서,
{\displaystyle 0\equiv x^{2}+2y^{2}\equiv y^{2}(z^{2}+2){\pmod {p}}}
이므로,
{\displaystyle z^{2}\equiv -2{\pmod {p}}}
이다. 즉, −2는 {\displaystyle p}에 대한 제곱 잉여이며, 이는
{\displaystyle p\equiv 1,3{\pmod {8}}}
와 동치이다.
반대로,
{\displaystyle p\equiv 1,3{\pmod {8}}}
라고 가정하자. 이는 −2가 {\displaystyle p}에 대한 제곱 잉여인 것과 동치이므로, 어떤 정수 {\displaystyle z}에 대하여
{\displaystyle z^{2}\equiv -2{\pmod {p}}}
가 성립한다. 다음과 같은 집합을 생각하자.
{\displaystyle \{\phi _{p}(rz+s)\colon r,s\in \{0,1,\dots ,\lfloor {\sqrt {p}}\rfloor \}\}\subseteq \mathbb {Z} /(p)}
여기서 {\displaystyle \phi _{p}(-)}는 {\displaystyle p}에 대한 나머지를 구하는 함수이다. 이 집합의 원소는 많아야 {\displaystyle p}개여야 하므로, 다음을 만족시키는 {\displaystyle r,r',s,s'\in \{0,1,\dots ,\lfloor {\sqrt {p}}\rfloor \}}가 존재한다.
{\displaystyle (r,s)\neq (r',s')}
{\displaystyle rz+s\equiv r'z+s'{\pmod {p}}}
사실, 다음과 같은 동치 관계에 따라, {\displaystyle r\neq r'}이며 {\displaystyle s\neq s'}이다.
{\displaystyle {\begin{aligned}r=r'&\iff r-r'\equiv 0{\pmod {p}}\\&\iff (r-r')z\equiv 0{\pmod {p}}\\&\iff s-s'\equiv 0{\pmod {p}}\\&\iff s=s'\end{aligned}}}
이제, 정수 {\displaystyle x,y}를 다음과 같이 정의하자.
{\displaystyle x=|s-s'|,\;y=|r-r'|}
그렇다면,
{\displaystyle yz\equiv \pm x{\pmod {p}}}
{\displaystyle 0<x,y<{\sqrt {p}}}
이며,
{\displaystyle 0\equiv y^{2}(z^{2}+2)\equiv x^{2}+2y^{2}{\pmod {p}}}
이다. 즉, 다음을 만족시키는 정수 {\displaystyle m}이 존재한다.
{\displaystyle mp=x^{2}+2y^{2}}
또한, {\displaystyle 0<x^{2}+2y^{2}<3p}이므로, {\displaystyle m\in \{1,2\}}이다. 만약 {\displaystyle m=1}이라면, {\displaystyle p}는 어떤 제곱수와 다른 어떤 제곱수의 2배의 합이다. 만약 {\displaystyle m=2}이라면, {\displaystyle 2\mid x}이며,
{\displaystyle p=y^{2}+2\left({\frac {x}{2}}\right)^{2}}
이므로, 역시 어떤 제곱수와 다른 어떤 제곱수의 2배의 합이다.

### n=x2+2y2{\displaystyle n=x^{2}+2y^{2}}
양의 정수 {\displaystyle n}에 대하여, 다음 두 조건이 서로 동치이다.
- {\displaystyle n=x^{2}+2y^{2}}인 정수 {\displaystyle x,y}가 존재한다.
- {\displaystyle n}은 8에 대한 나머지가 5, 7인 홀수 중복도의 소인수를 가지지 않는다.

## 역사
프랑스의 알베르 지라르가 1632년 처음 착상하고 역시 프랑스 수학자인 피에르 드 페르마가 1640년 마랭 메르센에게 보내는 편지에서 처음 증명을 제시하였으나 완전하지 못했다. 이 정리가 처음 증명된 것은 1749년 스위스 수학자 레온하르트 오일러가 크리스티안 골트바흐에게 보내는 편지에서였다.

## 같이 보기
- 투에 보조정리
- 라그랑주 네 제곱수 정리

## 참고 문헌
1. ↑  
Euler, Leonhard (1758). “De numeris, qui sunt aggregata duorum quadratorum”. 《Novi Commentarii academiae scientiarum Petropolitanae》 (라틴어) 4: 3–40.
2. ↑  Euler, Leonhard (1760). “Demonstratio theorematis Fermatiani omnem numerum primum formae 4n+1 esse summam duorum quadratorum”. 《Novi Commentarii academiae scientiarum Petropolitanae》 (라틴어) 5: 3–13.
3. ↑  오정환; 이준복 (2003). 《정수론》.
4. ↑  Zagier, D. (1990년 2월). “A One-Sentence Proof that Every Prime p≡1(mod4) is a Sum of Two Squares”. 《The American Mathematical Monthly》 (영어) 97 (2): 144. doi:10.2307/2323918. ISSN 0002-9890. JSTOR 2323918.
5. ↑  Deza, Elena; Deza, Michel Marie (2012). 《Figurate Numbers》 (영어). World Scientific. ISBN 978-981-4355-48-3.